# Hammondsport
Hammondsport – wieś w Stanach Zjednoczonych, w stanie Nowy Jork, w hrabstwie Steuben, położone nad jeziorem Keuka. W 2010 roku liczyła 661 mieszkańców.
Miejsce urodzenia Glenna Curtissa, pioniera lotnictwa. Mieściła się tu siedziba założonej przez niego wytwórni Curtiss Aeroplane and Motor Company. Znajduje się tu muzeum lotnictwa.